# Žabovřesky nad Ohří
Žabovřesky nad Ohří jsou obec nacházející se v okrese Litoměřice v Ústeckém kraji, při levém břehu řeky Ohře, dvanáct kilometrů západně od Roudnice nad Labem a tři kilometry východně od Libochovic. Žije v ní 271 obyvatel.

## Název
Název vesnice vychází z blízkosti míst, kde žily žáby a byly na nich slyšet jejich zvukové projevy (vřesky). V historických pramenech se jméno vesnice objevuje ve tvarech: Zabobrzisky (1336), Žabovřesky (1379), v Žabovřeštiech (1413), Žabovříčka (1730), Zabořesk (1787, 1833) a Žabovřesky (1848).

## Historie
První písemná zmínka o vesnici pochází z roku 1336 a nachází se v listině krále Jana Lucemburského. Král vyměnil budyňské panství s rodem Zajíců z Valdeka, v jejichž držení zůstal majetek až do roku 1613. Dalšími majiteli Žabovřesk byli Šternberkové, od roku 1676 Ditrichštejnové a Herbersteinové.

## Obyvatelstvo
| Rok            | 1869 | 1880 | 1890 | 1900 | 1910 | 1921 | 1930 | 1950 | 1961 | 1970 | 1980 | 1991 | 2001 | 2011 | 2021 |
| -------------- | ---- | ---- | ---- | ---- | ---- | ---- | ---- | ---- | ---- | ---- | ---- | ---- | ---- | ---- | ---- |
| Počet obyvatel | 336  | 366  | 335  | 345  | 339  | 364  | 361  | 278  | 255  | 227  | 196  | 209  | 212  | 212  | 268  |
| Počet domů     | 60   | 63   | 65   | 79   | 82   | 75   | 86   | 101  | 82   | 73   | 64   | 90   | 105  | 108  | 110  |

## Obecní správa
Prvním starostou se stal roku 1848 Václav Procházka. Od roku 1982 byly Žabovřesky součástí Libochovic. V roce 1990 se po obecním referendu osamostatnily a v čele stanul zvolený starosta Jaroslav Průcha. Od roku 1996 byla starostkou Jitka Krausová a v letech 2014–2023 starosta Přemysl Kotek. Dne 18. května 2023 byla nově zvolena starostka Jaroslava Hovorková.

## Pamětihodnosti
- Kaple
- V obci se nachází muzeum motocyklů značky Simson vyráběných v továrně bratrů Simsonovými v německém městě Suhl. Muzeum je největší v ČR a druhé největší v Evropě.[7]